# Zbrodnie na pacjentach w Państwowym Zakładzie dla Umysłowo i Nerwowo Chorych w Kobierzynie
Zbrodnie na pacjentach w Państwowym Zakładzie dla Umysłowo i Nerwowo Chorych w Kobierzynie – dokonane w czasie II wojny światowej przez urzędników III Rzeszy Niemieckiej zabójstwo ponad tysiąca pacjentów szpitala psychiatrycznego w Kobierzynie. Łańcuch zbrodni składał się z trzech etapów: głodzenia pacjentów, wywiezienia we wrześniu 1941 chorych narodowości żydowskiej oraz zbrodni masowego zabójstwa i podstępnego wywiezienia pacjentów do obozu koncentracyjnego Auschwitz-Birkenau 23 czerwca 1942. Łącznie, wliczając także ofiary zagłodzenia, uśmiercono około 900–1000 osób. Główny sprawca zbrodni, niemiecki dyrektor szpitala Alex Kroll, uniknął kary.

## Zakład kobierzyński przed wybuchem wojny

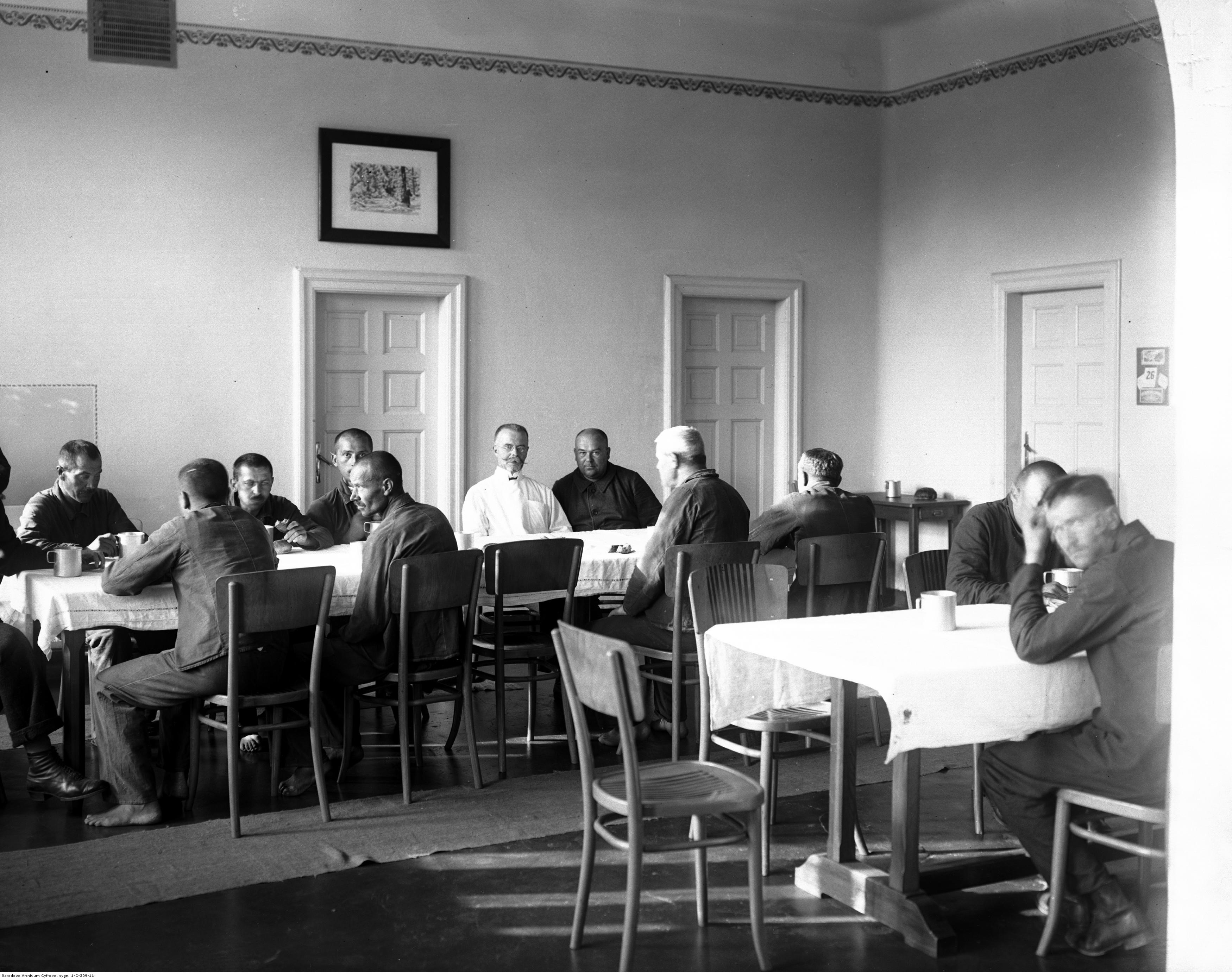
Kobierzyn. Chorzy w jadalni podczas spożywania posiłku. Wśród chorych widoczny dyrektor szpitala doc. dr med. Juliusz Morawski (sierpień 1927).

Od lutego 1929 do wybuchu II wojny światowej placówką kierował dr Władysław Stryjeński, wiceprezes Naczelnej Izby Lekarskiej i prezes Okręgowej Izby Lekarskiej w Krakowie, senator V kadencji (1938–1939). Do zasług Stryjeńskiego należy zaliczyć gospodarczą samowystarczalność szpitala. Funkcjonował tam folwark, ogród, sklep, zapewniane były usługi rzemieślnicze, a pracownicy zakładu mieli przydzielone ogródki. Zakład miał własne przedszkole i zakładową straż pożarną. Wybuch wojny zastał Stryjeńskiego w Warszawie, skąd – wraz z członkami administracji państwowej – został ewakuowany do Rumunii. W kobierzyńskim zakładzie funkcję naczelnego lekarza pełnił dr Władysław Issajewicz.

## Losy szpitala pod zarządem niemieckim

### Pierwsze tygodnie okupacji

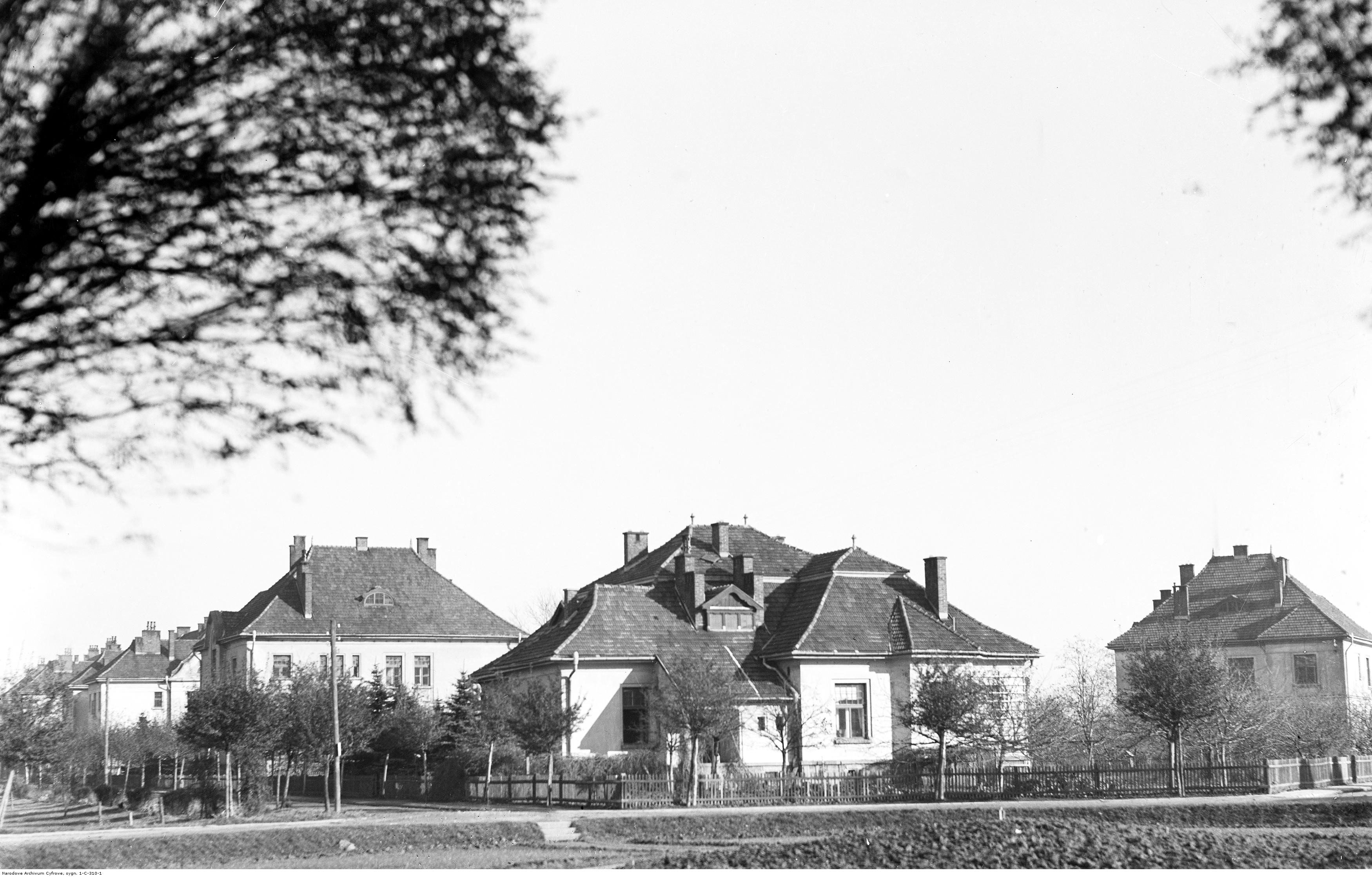
Zakład w Kobierzynie. Na pierwszym planie budynek dyrekcji (listopad 1931)

Od 6 do 8 września 1939 na terenie Państwowego Zakładu dla Umysłowo i Nerwowo Chorych w Kobierzynie stacjonowała jednostka Wehrmachtu. Opuszczając szpital zabrała cenne przedmioty, w tym maszyny do pisania, artykuły sanitarne i środki lecznicze. W początkowym okresie wojny, po zakończeniu kampanii wrześniowej zakład funkcjonował normalnie i miał ponad 1000 pacjentów. Dzięki zgromadzonym zapasom wyżywienie pacjentów odpowiadało normom przedwojennym.

### Listopad 1939 – maj 1942
20 listopada 1939 niemieckie władze okupacyjne przejęły kierownictwo nad Państwowym Zakładem dla Umysłowo i Nerwowo Chorych w Kobierzynie. W dniu tym zakład odwiedził dr Giller, niemiecki dyrektor Szpitala Św. Łazarza w Krakowie, i poinformował o ustanowieniu niemieckiego zwierzchnictwa. Przeprowadził także weryfikację personelu pod kątem aryjskiego pochodzenia, a w jej konsekwencji zwolnił jednego lekarza. 21 listopada 1939 do szpitala przybył wyznaczony komisarz zarządzający – dr Fritz Arlt. Kierował szpitalem do maja 1940 roku, kiedy to na stanowisko dyrektora placówki został powołany kupiec – Arnold Zweck. Za jego rządów zapasy żywności w szpitalu zmalały. W październiku 1940 Zwecka zastąpił członek NSDAP Alex Kroll, urzędnik wydziału służby zdrowia szefa dystryktu warszawskiego. Kroll nie był lekarzem.
Posadę dyrektora placówki w Kobierzynie Krollowi zaproponował przełożony, Jost Walbaum, szef wydziału zdrowia. Kroll, prywatnie, był pacjentem Walbauma. Według późniejszych zeznań Krolla Walbaum miał mu opowiedzieć o akcji T4 oraz o „eliminacji” chorych psychicznie. Walbaum miał wyjaśnić Krollowi, że „niemieckie urzędy widzą w pacjentach kobierzyńskiego zakładu «życie niegodne życia»” (niem. Lebensunwertes Leben).
Na początku swojej pracy Kroll zarządził zmniejszenie dobowej racji żywnościowej chorych. Dr Władysław Issajewicz, który podczas okupacji pełnił obowiązki naczelnego lekarza zakładu, opisywał w opublikowanym w 1945 na łamach „Przeglądu Lekarskiego” artykule, że pacjentom pracującym przysługiwała racja 1200 kcal, zaś niepracującym 1000 kcal. Chorzy pochodzenia żydowskiego otrzymywali zaledwie 50% lub jedną trzecią racji przysługujących pacjentom polskiej narodowości. Oszczędzana na pacjentach żywność była magazynowana. Znacznemu pogorszeniu uległa także jakość podawanego pożywienia. Jego podstawę stanowiły ziemniaki gotowane w łupinach, zupa ziemniaczana oraz kapusta. Na około 1000 pacjentów przypadało dziennie łącznie 5–6 kg tłuszczu. Na wiosnę 1941 zabrakło ziemniaków, więc zaprzestano ich podawania, a do przygotowywanej zupy ziemniaczanej dodawano lebiodę i pokrzywę. Pacjentom wydawano 75–150 g chleba na dzień, a chorym pochodzenia żydowskiego tylko 50 g.
W konsekwencji ograniczenia przydziałów żywności nastąpił wyraźny wzrost liczby zgonów pacjentów. W samym 1940 roku zmarło 501 pacjentów, wśród których 109 osób miało pochodzenie żydowskie. We wrześniu 1941 roku 91 żydowskich pacjentów przewieziono do Zakładu dla Nerwowo i Psychicznie Chorych Żydów „Zofiówka” w Otwocku. W kobierzyńskim zakładzie zostały tylko 3 lub 4 osoby pochodzenia żydowskiego, będące w stanie przedagonalnym. Transport do Otwocka odbywał się w dobrych warunkach. Pacjenci dostali prowiant, w podróży towarzyszył im lekarz, a konwojowali ich pracownicy służby pomocniczej. 19 sierpnia 1942 wszyscy pacjenci „Zofiówki”, w tym także chorzy przywiezieni z Kobierzyna, zostali zamordowani przez Niemców, którzy prowadzili wtedy ogólną akcję likwidacji getta w Otwocku. Żydowski zespół lekarski i pomocniczy otwockiego szpitala został wywieziony do obozu zagłady w Treblince.
We wrześniu 1941 do Kobierzyna przyjechał Reichsjugendführer (Dowódca Młodzieży Rzeszy) Artur Axmann, który planował przejęcie obiektu na potrzeby Hitlerjugend. Kroll otrzymał zalecenie dokonania w jak najszybszym czasie likwidacji zakładu. Racje żywieniowe pacjentów stanowiły niespełna połowę dziennej normy żywieniowej, wskutek czego organizmy chorych były zmuszone do spalania własnych tkanek. Racje żywnościowe wyznaczał osobiście Kroll, a ich zmniejszanie nie było wynikiem braku żywności w magazynie zakładu. Do czasu likwidacji w czerwcu 1942 placówka pobierała od władz niemieckich przydziałową mąkę, cukier, makaron, tłuszcz. Z powodu głodu masa ciała pacjentów gwałtownie spadała. Zdarzały się przypadki, że masa ciała pacjenta obniżała się w ciągu miesiąca o 15 kg, a ich stan fizyczny gwałtownie się pogarszał. Na przełomie 1941/1942 roku liczba zgonów dochodziła do 45–50 miesięcznie. Głodzenie pacjentów miało znamiona celowej akcji zmierzającej do systematycznego wyniszczenia biologicznego.

#### Umieralność pacjentów pod zarządem niemieckim
Prowadzone przez kapelana szpitalnego katolickie księgi zmarłych (odnotowywano tutaj tylko zgony chrześcijan) wykazały, że w okresie od 1 września do 31 grudnia 1939 zmarło 75 pacjentów. W 1940 roku 392 osoby, w 1941 roku 355 osób, a od 1 stycznia do 17 czerwca 1942 roku 135 osób. Na podstawie ocalałych akt administracyjnych zakładu można ustalić, że w 1940 roku zmarło 109 Żydów.

#### Wiosna 1942
Przygotowania do likwidacji zakładu ruszyły wiosną 1942. W okresie miesiąca przed likwidacją kobierzyński zakład wizytowało wielu wyższych oficerów SS. Kroll przyjmował ich w swoim urzędowym gabinecie lub w mieszkaniu zlokalizowanym na terenie szpitala. Krolla odwiedzili: Dowódca SS i Policji w Krakowie SS-Oberführer Julian Scherner, SS-Standartenführer Max Hammer (który, prawdopodobnie kierował akcją z 23 czerwca 1942), SS-Sturmbannführer Karl Meyer, SS-Hauptsturmführer Krüger, Wyższy Dowódca SS i Policji w Generalnym Gubernatorstwie SS-Obergruppenführer Friedrich Wilhelm Krüger oraz SS-Hauptsführer dr Werner Beck, szef Zakładu Medycyny Sądowej w Krakowie.

### Maj i czerwiec 1942
Na początku czerwca 1942 Kroll zakazał lekarzom wypisywania pacjentów z zakładu. Powołał się na rozkaz dowództwa SS w Krakowie. Chorzy nadal byli przyjmowani. Ostatni został przyjęty 23 czerwca, czyli w dniu likwidacji zakładu. W tydzień po wprowadzeniu zakazu wypisywania chorych (a na dwa tygodnie przed likwidacją szpitala) straż przy bramie wjazdowej na teren szpitala objęła niemiecka policja. Dokonano także formalnej inspekcji szpitalnego cmentarza. Po wojnie grabarz zakładowy Władysław Bargieł relacjonował, że na teren cmentarza przyszedł Kroll w towarzystwie wysokiego rangą oficera niemieckiego oraz inspektora Pawłyka, który tłumaczył rozmowy. Grabarz miał wskazać miejsce na cmentarzu, w którym jeszcze nie byli grzebani zmarli. Wskazał polankę położoną o kilkanaście metrów na wschód od kostnicy, która równocześnie była miejscem jego zamieszkania. Niemiecki oficer miał potwierdzić, że miejsce jest dobre.
18 czerwca polscy lekarze pracujący w zakładzie: dr Władysław Issajewicz, dr Meissner, dr Feliks Dębski oraz absolwenci medycyny Hołda i Zicha otrzymali od Krolla zalecenie, by w ciągu trzech dni opuścili placówkę i aby wyjechali do zakładu „Drewnica” koło Warszawy. Kroll zakomunikował, że opiekę nad chorymi przejmą lekarze niemieccy, a dotychczasowy personel ma wydać dokumentację pacjentów i klucze do oddziałów szpitalnych. Lekarzom zabroniono wstępu na oddziały. Medycy opuścili zakład 21 czerwca.

#### 22 czerwca

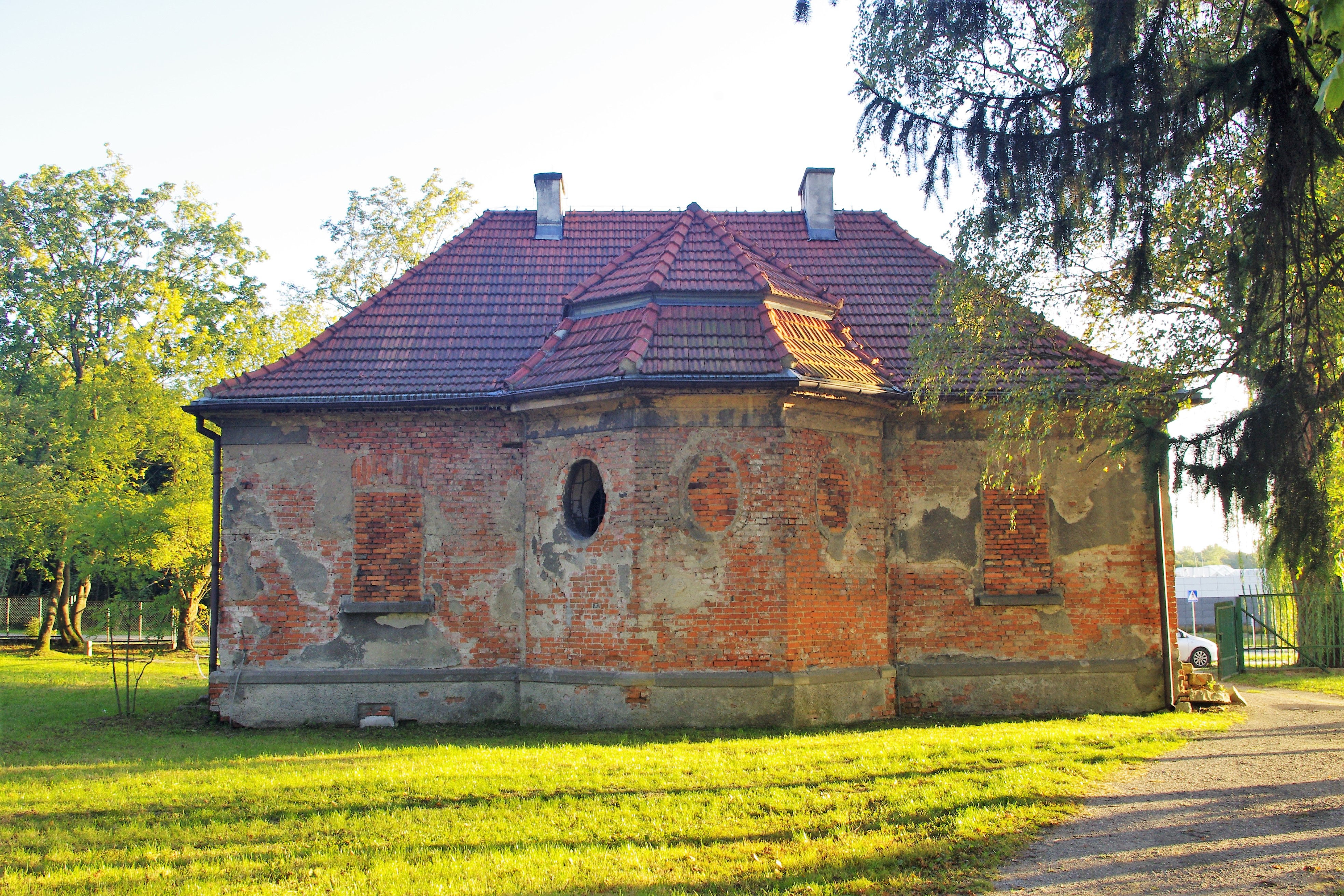
Budynek dawnej kostnicy i domu grabarza cmentarza Zakładu dla Umysłowo i Nerwowo Chorych w Kobierzynie

22 czerwca, między godziną 8:00 a 9:00 rano, szpitalny woźnica, wykonujący pracę na przyzakładowym folwarku, zaobserwował samochód wypełniony esesmanami, który podjechał na zakładowy cmentarz. Esesmani rozpoczęli kopanie głębokiego dołu w rejonie południowej części cmentarza. Również grabarz Bargieł relacjonował, że esesmani kopali duży dół grobowy w miejscu, które kilkanaście dni wcześniej wskazał Krollowi. Tego samego dnia grabarz otrzymał nakaz natychmiastowego opuszczenia zajmowanego mieszkania przy kostnicy i przeniesienia się wraz z rodziną na teren zakładu. Także tego dnia Kroll zwolnił z zakładu zakonnice-pielęgniarki i kapelana.
22 czerwca, między godziną 12:00 a 14:00, ze stacji kolejowej Swoszowice na przyszpitalną bocznicę, przetoczono osiem bydlęcych wagonów. Po odczepieniu wagonów parowóz wrócił na stację Swoszowice.

#### 23 czerwca 1942
Zbrodniczą likwidację chorych bezpośrednio przeprowadzał SS-Sturmbahnfuehrer Karl Meyer, przy użyciu podporządkowanej mu jednostki formacji SS, a nader aktywny udział brał w niej – z pełną świadomością o celu i zbrodniczych skutkach – ówczesny niemiecki dyrektor zakładu Alex Kroll oraz SS Hauptsfuehrer dr Werner Beck, który prawdopodobnie uśmiercał zastrzykami chorych pozostawionych w pawilonach.

23 czerwca w godzinach porannych szpitalny woźnica otrzymał polecenie natychmiastowego przywiezienia wapna z wapiennika Libana. Wrócił przed 13:00, a około godziny 15:00 zaobserwował, że wóz z wapnem, powożony przez niemieckich policjantów, odjechał w kierunku zakładowego cmentarza.

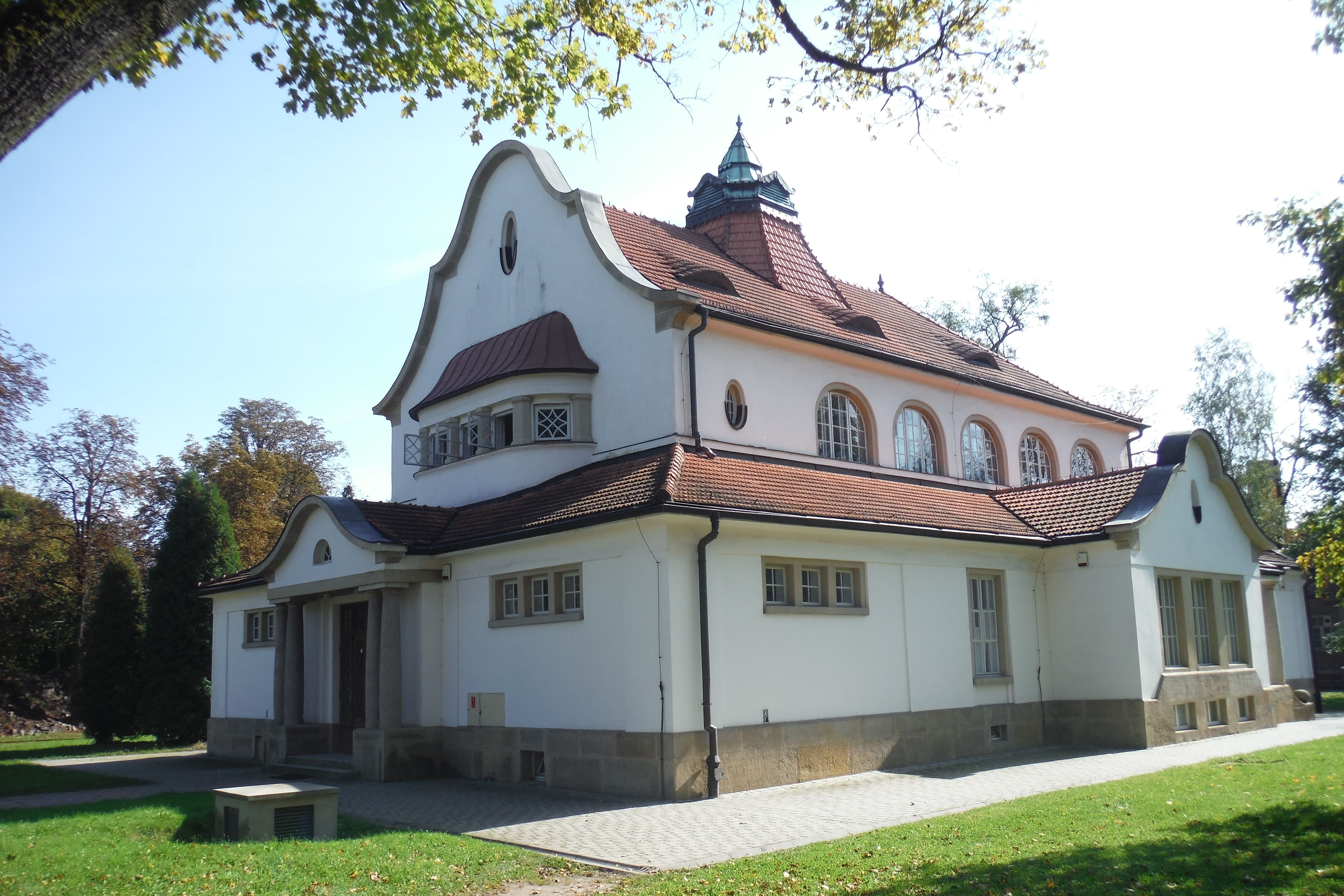
Budynek przyzakładowego teatru, w którym odbywały się odprawy zarządzone przez Krolla i gdzie był przetrzymywany personel medyczny podczas załadunku chorych

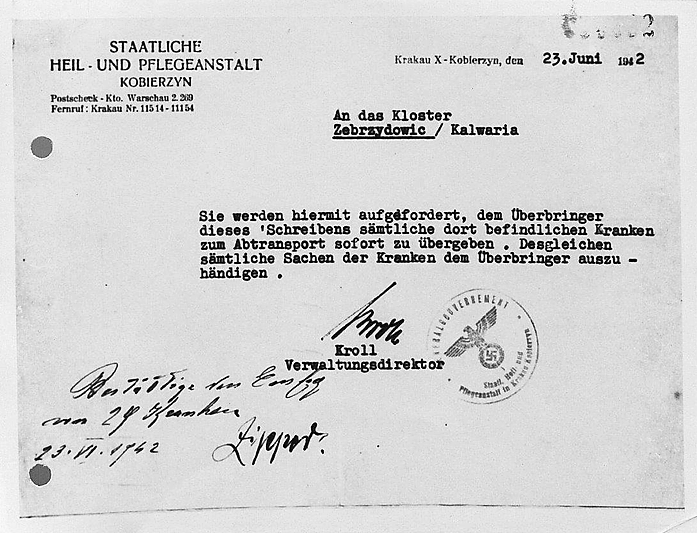
Polecenie Krolla dotyczące wydania 30 chorych ze szpitala klasztoru oo. Bonifratrów w Zebrzydowicach

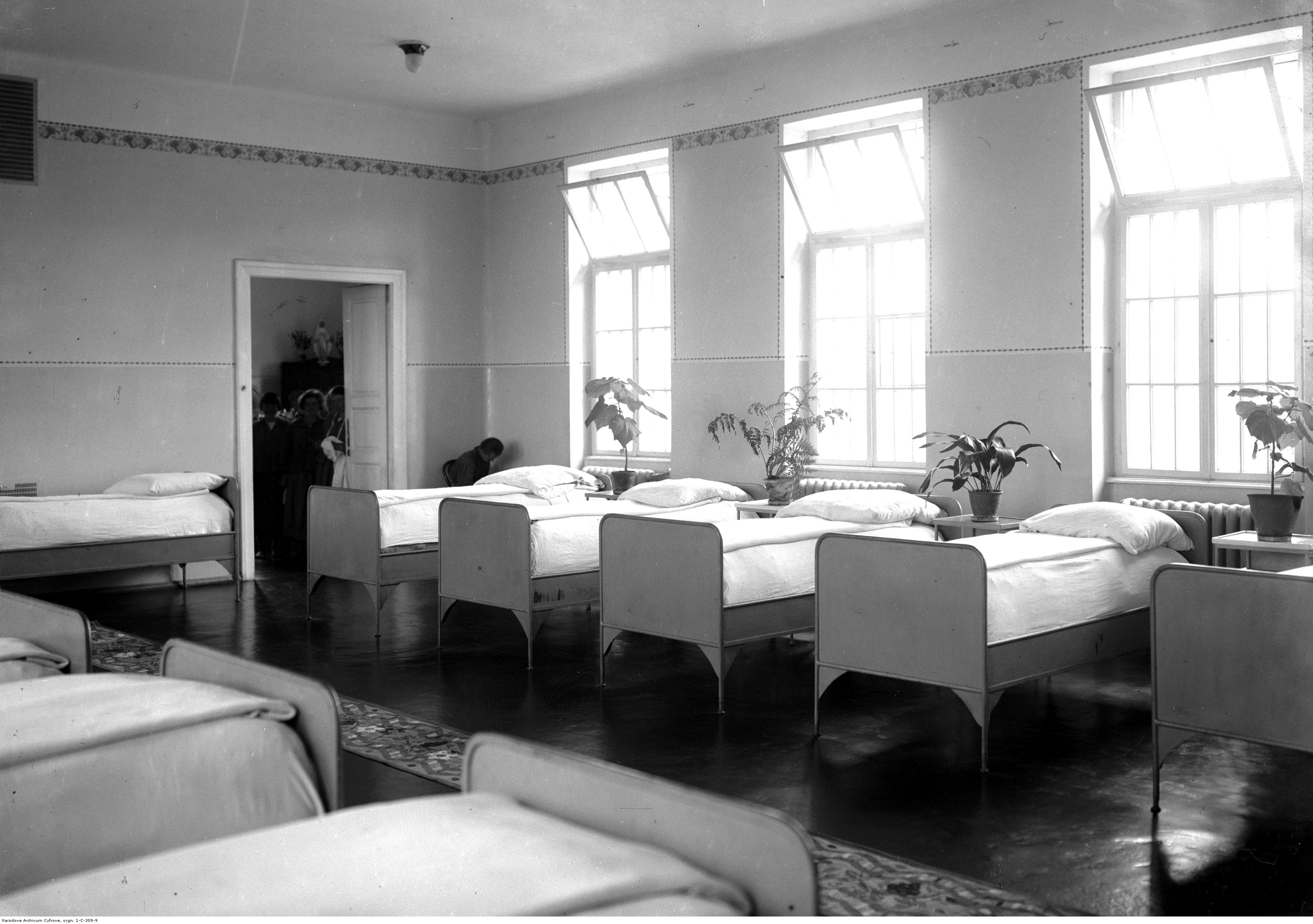
Kobierzyn. Sala chorych w oddziale dla kobiet (sierpień 1927)

Kroll zarządził odprawę personelu na godzinę 10:00 w budynku zakładowego teatru. Na odprawie ogłosił, że pacjenci zostaną przewiezieni do „Drewnicy”. Służba sanitarna otrzymała rozkaz opuszczenia oddziałów do godziny 12:00. Na terenie oddziałów mieli pozostać jedynie wyznaczeni dyżurni. O godzinie 13:00 rozpoczęła się wyznaczona przez Krolla godzina policyjna. Personel nie mógł się poruszać po terenie szpitala pod groźbą rozstrzelania. Zabroniono opuszczać swoich mieszkań do godziny 7:00 następnego dnia.
O 11:30 wysłano pięciu dozorców, z niemieckim nadpielęgniarzem Leo Zipperem na czele, do klasztoru i szpitala Bonifratrów w Zebrzydowicach, by przywieźli 30 chorych, którzy na podstawie umowy z kobierzyńskim zakładem odbywali tam leczenie.
Około 13:00 na teren kobierzyńskiego zakładu przybył pierwszy oddział SS. Przyjechali też SS-Standartenführer Max Hammer, prawdopodobnie kierujący akcją SS-Sturbannführer Karl Meyer oraz dr Werner Beck. Placówka została otoczona kordonem posterunków. Samochód z chorymi z Zebrzydowic (przywieziono 29 pacjentów, bowiem jedna osoba zmarła) wrócił do Kobierzyna około godziny 16:30 i zatrzymał się koło budynku administracyjnego. Stąd został skierowany na bocznicę kolejową koło kotłowni. Pacjenci zostali przez esesmanów załadowani do podstawionego na bocznicy w Kobierzynie pociągu.
Rozpoczęło się systematyczne przewożenie samochodami pacjentów z poszczególnych oddziałów szpitala. Drzwi oddziałów osobiście otwierał Kroll, posługując się własnym kluczem. Wchodził na sale w towarzystwie niemieckich sanitariuszy i niemieckich lekarzy, którzy tego dnia także pojawili się w Kobierzynie. Opróżniany pawilon był otaczany kordonem uzbrojonych esesmanów, a do podstawionych samochodów tworzony był wąski szpaler. Pacjentów liczono dwukrotnie. Dyżurni, przebywający dotychczas z pacjentami, byli pod strażą odprowadzani do budynku zakładowego teatru. Według jednego ze źródeł niektórzy pacjenci – przeczuwając swój los – mieli się głośno modlić, inni jakoby przeklinali Niemców, stawiali czynny opór, a nawet zaintonowali hymn Polski.
Na oddziałach pozostawiano jedynie tych chorych, którzy byli tak słabi, że nie nadawali się do transportu. Nie jest znana dokładna liczba pozostawionych na oddziałach pacjentów. Po wojnie, na podstawie zeznań świadków, ustalono, że: na VI oddziale (kobiecym) pozostały trzy osoby, na oddziale VIIIa (infirmeryjnym) pozostawiono ośmiu mężczyzn, w tym jednego w agonii, na oddziale VIIIb (infirmeryjnym-kobiecym) pozostawiono trzy upośledzone dziewczynki, a na oddziale IXb pozostawiono co najmniej dwie osoby.
Po zakończeniu załadunku chorych do wagonów (przed godziną 20:00) na bocznicę ściągnięto parowóz, który przetoczył wagony na stację w Swoszowicach, skąd po około 20 minutach postoju skład odjechał do obozu koncentracyjnego Auschwitz-Birkenau. 535 kobierzyńskich pacjentów zostało zamordowanych w komorze nr 1 KL Auschwitz II (Birkenau). Faktyczny cel podróży był utrzymywany w tajemnicy. Ujawniony został dopiero jesienią 1942, gdy do księgowości utworzonego w obiektach po kobierzyńskim zakładzie ośrodka Hitlerjugend wpłynął rachunek wystawiony przez Generalną Dyrekcję Kolei Wschodniej (Generaldirektion der Ostbahn) za czerwcowy transport pacjentów do Auschwitz. Nowa, niezorientowana, niemiecka kasjerka, nie wiedząc, co z tym dokumentem zrobić, pokazała go Polakowi – Adamowi Zawirskiemu, pracownikowi księgowości szpitala, który pracował tam także przed 23 czerwca 1942. Prawdziwy cel podróży został tym samym udokumentowany. Zawirski poradził kasjerce, by rachunek wysłać do Krolla, który objął kierownictwo w Zakładzie dla Umysłowo Chorych w Kulparkowie. Po wojnie Zawirski złożył w tej sprawie pisemny raport w dyrekcji szpitala.
Akcję wywózki przetrwała tylko jedna pacjentka zakładu – Waleria Białońska z kobiecego oddziału Vb. Dzięki pomocy dyżurującej pielęgniarki Stanisławy Pałys Białońska ukryła się za jedną z szaf oddziału. Gdy Niemcy stwierdzili brak jednej osoby, Pałys kategorycznie zapewniła, że wyprowadzono wszystkich chorych. Pod osłoną nocy Białońskiej udało się wydostać z terenu zakładu i dotarła do domu lokalnego gospodarza Purchli, który zapewnił jej schronienie.
Drugą osobą, która miała szansę przeżyć akcję, była pacjentka i równocześnie pokojówka Krolla, Maria Szames. Udało jej się uciec z zakładu i ukryć na wsi. Kroll zauważył ten brak i zagroził, że jeżeli się nie odnajdzie, to wyda rozkaz wywiezienia 50 osób (pracowników z rodzinami) do Auschwitz. Szames ugięła się pod tymi groźbami i postanowiła wrócić do szpitala. Liczyła na to, że Kroll ją uchroni jako swoją pokojówkę. Kroll wraz z nadpielęgniarzem Zipperem oraz jednym z esesmanów zabrali ją na cmentarz. Tam została zamordowana.
Janina Sroka, pielęgniarka na oddziale kobiecym VIb, opisywała po wojnie ostatnie spotkanie z Marią Szames: „Przechodząc obok portierni, zauważyłam Marię w towarzystwie pracowników zakładu (...) Szamesówna pożegnała się ze mną, mówiąc: do widzenia w niebie. Jak się później dowiedziałam, pracownicy ci odprowadzili ją na cmentarz zakładowy. Dowiedziałam się, że na tym cmentarzu Kroll własnoręcznie zastrzelił Marię Szames”.
W kilka dni po likwidacji zakładu szpitalny urzędnik Tadeusz Datka znalazł w służbowym biurku jeden egzemplarz listy chorych, sporządzanej w kilku odpisach 23 czerwca. Tworzone wówczas w języku niemieckim listy, liczące osiem stron formatu A4, zawierały zestawienie liczbowe pacjentów z wyszczególnieniem mężczyzn i kobiet, uporządkowane oddziałami. Ujęto na nich także chorych z Zebrzydowic. Sama lista była sporządzona alfabetycznie, ze wskazaniem numeru porządkowego, nazwiska i imienia pacjenta, podając także datę urodzenia, narodowość, obywatelstwo i datę przyjęcia do zakładu. Na zachowanym egzemplarzu numery porządkowe pacjentów były dwukrotnie zakreślone: raz zwykłym ołówkiem, a drugi raz czerwonym. Nazwiska chorych zakreślano ołówkiem koloru zielonego. Najprawdopodobniej egzemplarz ten był wykorzystywany do sprawdzania stanu osobowego pacjentów 23 czerwca, podczas wywożenia ich z oddziałów do pociągu. Wspomniana lista wskazuje, że stan liczebny chorych na dzień 23 czerwca 1942 obejmował 262 mężczyzn i 305 kobiet, łącznie 567 osób. Datka przekazał po wojnie znalezioną listę nowemu dyrektorowi zakładu. Dokument przechowywany jest w archiwum szpitala.

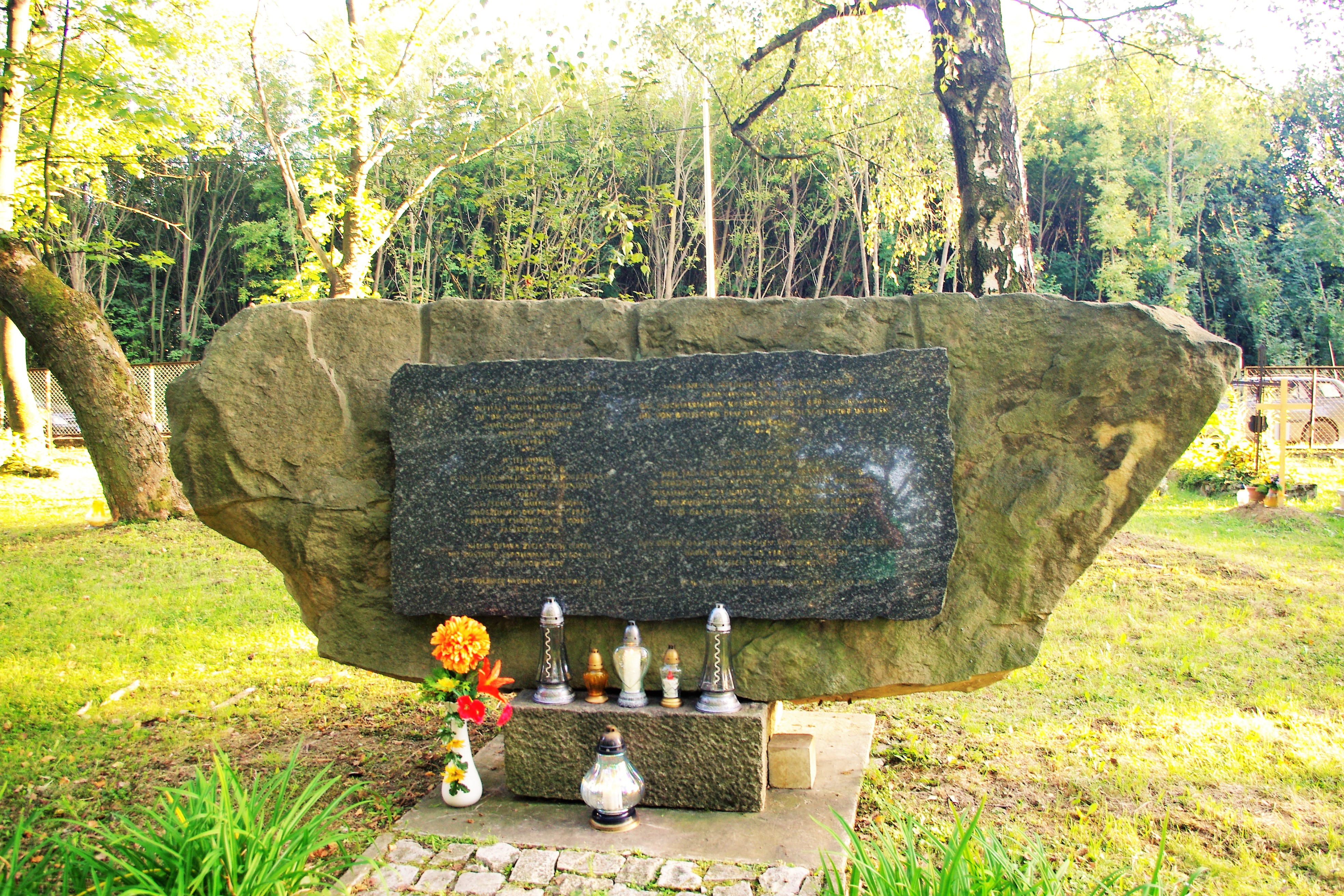
Dawny przyzakładowy cmentarz. Zbiorowy grobowiec pacjentów Zakładu dla Umysłowo i Nerwowo Chorych w Kobierzynie oraz skawińskich Żydów zamordowanych 23 czerwca 1942.

Plan cmentarza przy ul. Czerwone Maki w Krakowie – dawny przyzakładowy cmentarz szpitala w Kobierzynie. W lewym dolnym rogu budynek kostnicy, na prawo od niego miejsce pochowania zamordowanych pacjentów i skawińskich Żydów.

Na terenie kobierzyńskiego szpitala zabito 30 pacjentów. Prawdopodobnie zostali oni zamordowani zastrzykami wykonywanymi przez dr. Wernera Becka. Ich zwłoki pogrzebano w zbiorowym grobie na terenie przyszpitalnego cmentarza. Do przeprowadzenia pochówku zatrudniono 25 okolicznych Żydów, których następnie rozstrzelano i pochowano w tym samym grobie. Grabarz Władysław Bargieł i zakładowy woźnica Jan Skoczek potwierdzali, że rankiem 24 czerwca widzieli porzucone obok niezasypanego jeszcze całkowicie grobu przedmioty osobiste i elementy odzieży pomordowanych. Wśród nich znajdowały się opaski z Gwiazdą Dawida, jakie w czasie okupacji niemieckiej musieli nosić Żydzi.
Łącznie, wliczając także ofiary zagłodzenia, w kobierzyńskim zakładzie Niemcy uśmiercili około 900–1000 osób.

#### Próby ukrycia zbrodni
Po północy (między godziną 0:00 a 1:00) 24 czerwca do zgromadzonych w budynku zakładowego teatru pracowników zakładu przyszedł Kroll w towarzystwie oficera SS i nadpielęgniarza Leo Zippera. Ogłosił, że wydarzenia z poprzedniego dnia objęte są ścisłą tajemnicą. Wyznaczył zebranym 10 minut na udanie się najkrótszą drogą do mieszkań na terenie zakładu.
Również w późniejszym okresie Niemcy starali się zacierać ślady po zbrodni. Tworzyli dokumentację, z której miało wynikać, że dany pacjent zmarł w innym miejscu i w innym czasie. W aktach prowadzonego po wojnie śledztwa znalazło się wydane przez Urząd Stanu Cywilnego w Chełmie świadectwo zgonu pacjentki kobierzyńskiego zakładu Haliny Parafińskiej. Według tego dokumentu chora miała rzekomo umrzeć w Chełmie 20 lipca 1942 o godzinie 2:20. Podobny dokument otrzymała rodzina pacjenta Mieczysława Gwoździowskiego. Tymczasem szpital psychiatryczny w Chełmie został przez Niemców zlikwidowany 12 stycznia 1940, a ówcześni pacjenci zostali zamordowani. Wspominany dokument został doręczony rodzicom pacjentki 22 czerwca 1944. Na pytania innych rodzin niemiecka administracja odpisywała zwykle, że pacjent został przeniesiony do Drewnicy koło Warszawy, a z czasem przestała udzielać odpowiedzi na pisma.

### Późniejsze losy obiektu pod zarządem niemieckim
W budynkach po kobierzyńskim zakładzie Niemcy ulokowali ośrodek dla Hitlerjugend. W części budynków obiektu ulokowano SS-Stützpunkt, a także SS Lazarett Kobierzyn – szpital dla jednostek SS.
Po przejęciu obiektu nowi niemieccy użytkownicy wyrażali się o nim z uznaniem, zaznaczając ubolewanie, że wcześniej służył tak „nieproduktywnym celom”. Wiosną 1944 niemieckie organizacje zajmujące obiekty zakładu wizytował Reichsführer-SS, Komisarz Rzeszy do spraw Umacniania Niemczyzny Heinrich Himmler.

## Powojenna ekshumacja
29 i 30 listopada 1946 dokonano ekshumacji ciał ofiar pochowanych w zbiorowym grobie przyszpitalnego cmentarza. Pracami kierował prof. Jan Olbrycht, kierownik Zakładu Medycyny Sądowej UJ.
Zachowany protokół stwierdza, że w grobie odkryto zwłoki 55 osób. Były ułożone bezładnie, warstwami. Na części zwłok stwierdzono pozostałości odzieży szpitalnej, a na części odzieży cywilnej. Dokumenty osobiste znalezione w ubraniach pozwalały na identyfikowanie części zwłok jako należących do Żydów mieszkających w pobliskiej Skawinie. Czaszki 30 zwłok ulokowanych w dolnej części grobu nie nosiły śladów uszkodzeń, a czaszki zwłok ulokowanych w warstwach górnych nosiły takie ślady. Przyjęto więc, że 30 pacjentów zakładu zostało zabitych na terenie szpitala bez użycia broni palnej, a Żydzi, których zmuszono do zakopywania zwłok tych pacjentów, zostali pod koniec pochówku zastrzeleni na miejscu i wrzuceni do tego samego grobu. Zwłoki były podczas pochówku przysypywane wapnem.

## Odpowiedzialność Krolla
W latach 60. XX wieku Alex Kroll był inspektorem administracji i kierownikiem biura w Federalnym Urzędzie Transportu Towarowego w Monachium. Utrzymywał, że zależało mu na utrzymaniu szpitala w Kobierzynie. Zanotował: „Ostatnio pewien stary Żyd (75 lat), którego często spotykam, powiedział, że cieszy się, iż przy tak materialnym nastawieniu Niemców są jeszcze ludzie, którzy poświęcając swój wolny czas, udzielają się dla innych, by im pomóc. Tak właśnie minęło moje całe życie w służbie innym. I znalazłem w tym zadowolenie. To piękne, pomagać innym...”.
W latach 1946–1947 postępowanie w sprawie likwidacji szpitala prowadziła Okręgowa Komisja Badania Zbrodni Niemieckich w Krakowie. Komisja zebrała obszerną dokumentację, przesłuchała licznych świadków, zleciła przeprowadzenie ekshumacji pochowanych na przyzakładowym cmentarzu. Dokumentacja dowodowa została użyta w procesie wysokiego urzędnika rządu Generalnego Gubernatorstwa, zastępcy Hansa Franka – Josefa Bühlera.
W 1969 Prokuratura w Monachium rozpoczęła własne postępowanie 112 Js 9-10/69. W sprawie przeciwko Joachimowi Reichelowi i Alexowi Krollowi, „podejrzanym o udział w zabójstwie chorych psychicznie w czasie likwidacji Zakładu dla Umysłowo i Nerwowo Chorych w Kobierzynie oraz o doprowadzenie do śmierci wielu pacjentów tego Zakładu na skutek niezapewnienia im wystarczającego wyżywienia”, niemiecka prokuratura wydała 25 czerwca 1971 postanowienie o umorzeniu postępowania.
30 czerwca 1976 zostało w Polsce wszczęte śledztwo w sprawie likwidacji zakładu. W jego toku ustalono winę Alexa Krolla, Karla Meyera, Wernera Becka oraz innych esesmanów o nieustalonej tożsamości. W związku z tym, że możliwości dowodowe w Polsce zostały wyczerpane, 31 grudnia 1977 śledztwo zawieszono. Zebrane materiały dowodowe przekazano zachodnioniemieckim organom ścigania.
5 października 1979 Główna Komisja Badania Zbrodni Hitlerowskich w Polsce przesłała do Centrali Badania Zbrodni Narodowosocjalistycznych w Ludwigsburgu (Zentrale Stelle der Landesjustizverwaltungen zur Aufklärung nationalsozialistischer Verbrechen) dokumentację zbrodni, w tym 28 protokołów przesłuchań świadków celem ścigania sprawców. Cztery lata później strona niemiecka poinformowała o przekazaniu materiałów Prokuraturze przy Sądzie Krajowym w Monachium. Na pytanie przedstawicieli polskiej Komisji, na jakim etapie znajduje się postępowania w tej sprawie, Prokuratura w Monachium poinformowała, że postępowanie 112 Js 9-10/69 zakończyło się w 1971 roku umorzeniem „z powodu braku wystarczających dowodów na popełnienie zbrodni”. Według niemieckiej prokuratury: „Także z obecnie przesłanych protokołów przesłuchania świadków wynika, że likwidacja zakładu w Kobierzynie została przeprowadzona przez jednostki SS. Z żadnego z nadesłanych protokołów przesłuchania świadków, nie da się wywnioskować, że oskarżonemu Krollowi można by postawić zarzut złego zaopatrzenia zakładu w Kobierzynie. Z żadnej wypowiedzi nie wynika, że oskarżony Kroll brał udział w uśmiercaniu”.
Za zbrodnię w Kobierzynie Alex Kroll nigdy nie poniósł odpowiedzialności. Kary uniknął także dr Beck.

## Odniesienia w sztuce
W 1948 Stanisław Lem napisał powieść „Szpital Przemienienia” (pierwsze wydanie 1955), której główny wątek wiąże się z motywem eksterminacji pacjentów niemieckiego szpitala psychiatrycznego. Inspiracją do powstania powieści mogła być dokonana 12 stycznia 1940 roku zbrodnia niemiecka na pacjentach szpitala psychiatrycznego w Chełmie oraz wypadki w zakładzie w Kobierzynie w 1942.
W 1978 roku, na podstawie powieści Lema, powstał polski film pod tym samym tytułem (reż. Edward Żebrowski).
Zbrodnia stała się także inspiracją do powstania wiersza Andrzeja Bursy „Likwidacja zakładu dla umysłowo chorych w Kobierzynie przez Niemców”.
Ofiary hitlerowskich zbrodni na pacjentach zakładu upamiętnia pomnik zlokalizowany na terenie Szpitala Klinicznego im. dr. Józefa Babińskiego w Krakowie. Został odsłonięty w 60-lecie likwidacji zakładu.